# Битва при Гарільяно (1503)
Битва при Гарільяно відбулась 29 грудня 1503 року між іспанською армією під командуванням Гонсало Фернандеса де Кордови та французькою армією під командуванням Лодовіко II, маркіза Салуццького.

## Попередній етап
В середині листопада 1503 року армії французів та іспанців зблизились біля річки Гарільяно, з різних її берегів, приблизно за 60 км на північ від Неаполя. Обидва війська розбили табори на болотяній та нездоровій місцевості. Іспанці кілька разів намагались перетнути річку та нав'язати битву, проте безуспішно. Французи ж, що стояли табором біля гирла річки, неподалік від Траетто, мали всі переваги близького розміщення до них порту Гаети, що постачав французьку армію провіантом та іншим необхідним спорядженням.
Іспанський командир не був досить впевненим у перемозі та розмірковував, чи відступити, чи ж піти в наступ, однак підкріплення, що вчасно прибуло з Неаполя, яке очолювали кондотьєри Бартоломео д'Альвіано й Фабіо Орсіні, знівелювало його пересторогу. Кордова вирішив піти на тактичну хитрість: він наказав частині свого війська висунутись у напрямку до річки Вольтурно з наміром переконати Людовика II, що він відступає. Приспавши пильність ворога, іспанський командир тим часом потай почав готуватись до переправи, використовуючи з цією метою мости, які він зробив з човнів та діжок, завчасно привезених з фортеці Мондрагоне, що за 12 км на південь від іспанського табору.

## Битва
В ніч з 27 на 28 грудня іспанці перенесли необхідні матеріали до місця, непомітного з позицій французів, неподалік від фортеці Суйо, приблизно за 6 км на північ від табору противника. Бартоломео д'Альвіано, який командував авангардом іспанців, на світанку почав зводити мости. О 10 ранку близько чотирьох тисяч іспанської піхоти успішно переправились через Гарільяно.
Три сотні нормандських арбалетників, що захищали стіни Суйо, не помітили пересувань іспанців, і Гонсало де Кордова вирішив самостійно переправитись через річку з іще двома тисячами піхотинців та загоном легкої кінноти чисельністю в 200 вояків під командуванням Просперо Колонни. Потім Кордова віддав наказ про початок наступу. Авангард д'Альвіано з чотирьох тисяч вояків підступив до Суйо, і французькі війська, що сильно поступались іспанцям за чисельністю, втекли до Кастельфорте. Але й там французи не встигли організувати захист і відступили до Траетто, залишивши Кастельфорте за іспанцями. Гонсало де Кордова дав відпочити солдатам і залишився в захопленому місті на ночівлю.
Тим часом в Траетто французький капітан Аллегрі опинився у скрутному становищі: в таборі залишалось мало здорових солдат, а підкріплень французам було годі чекати. Аллегрі оголосив про генеральний відступ до Гаети, зруйнував міст, залишив у Траетто всіх хворих і поранених солдат і дев'ять гармат.
Довідавшись про це, Гонсало де Кордова вирішив продовжити наступ. Неподалік від Гаети легка кіннота іспанців нав'язала французам бій, однак ар'єргард останніх під командуванням Бернардо Адорно дав нападникам гідну відсіч, дозволивши решті французького війська успішно відступити. Після низки дрібних сутичок французам удалось встановити контроль над одним із ключових мостів, відкинувши іспанців назад та зруйнувавши сподівання Просперо Колонни оточити неприятеля. Проте надійно закріпити свою позицію французам так і не вдалось: за якийсь час прибула решта іспанського війська, й маркіз Салуццький Лодовіко II знову віддав наказ про відступ.
Тоді затиснуте в Гаеті французьке військо, не маючи жодних шансів на перемогу після кількох днів облоги, швидко ослабло та здалось. Іспанія отримала повне панування над Неаполітанським королівством і правила там ще упродовж кількох століть.